# Petrivka (Consejo del pueblo de Novokalcheve)
Petrivka  (ucraniano: Петрівка) es una localidad del Raión de Berezivka en el Óblast de Odesa de Ucrania. Según el censo de 2001, tiene una población de 530 habitantes.